# Toyota Ractis
La Toyota Ractis è una MPV prodotta dalla Toyota in collaborazione con la Kanto Auto Works dal 2005 al 2016.

## Prima serie
La Ractis prima serie era basata sulla Toyota Yaris, Vitz in Giappone. Il nome Ractis deriva dalla fusione delle parole "Run" (corsa), "Activity" (attività) e "Space" (spazio). Era solamente venduta in Giappone tramite la catena di concessionari Toyopet Store. È stata venduta ad Hong Kong dal 2009. Era disponibile con un 1.3 da 87 cv ed un 1.5 da 110 cv. Una sua caratteristica è il fatto che la bassa altezza di carico ed il pianale piatto permettano con facilità di caricare oggetti nel bagagliaio, e l'interno è organizzato in modo simile alle Renault, con tanti cassetti e nicchie dove riporre oggetti.

## Seconda serie

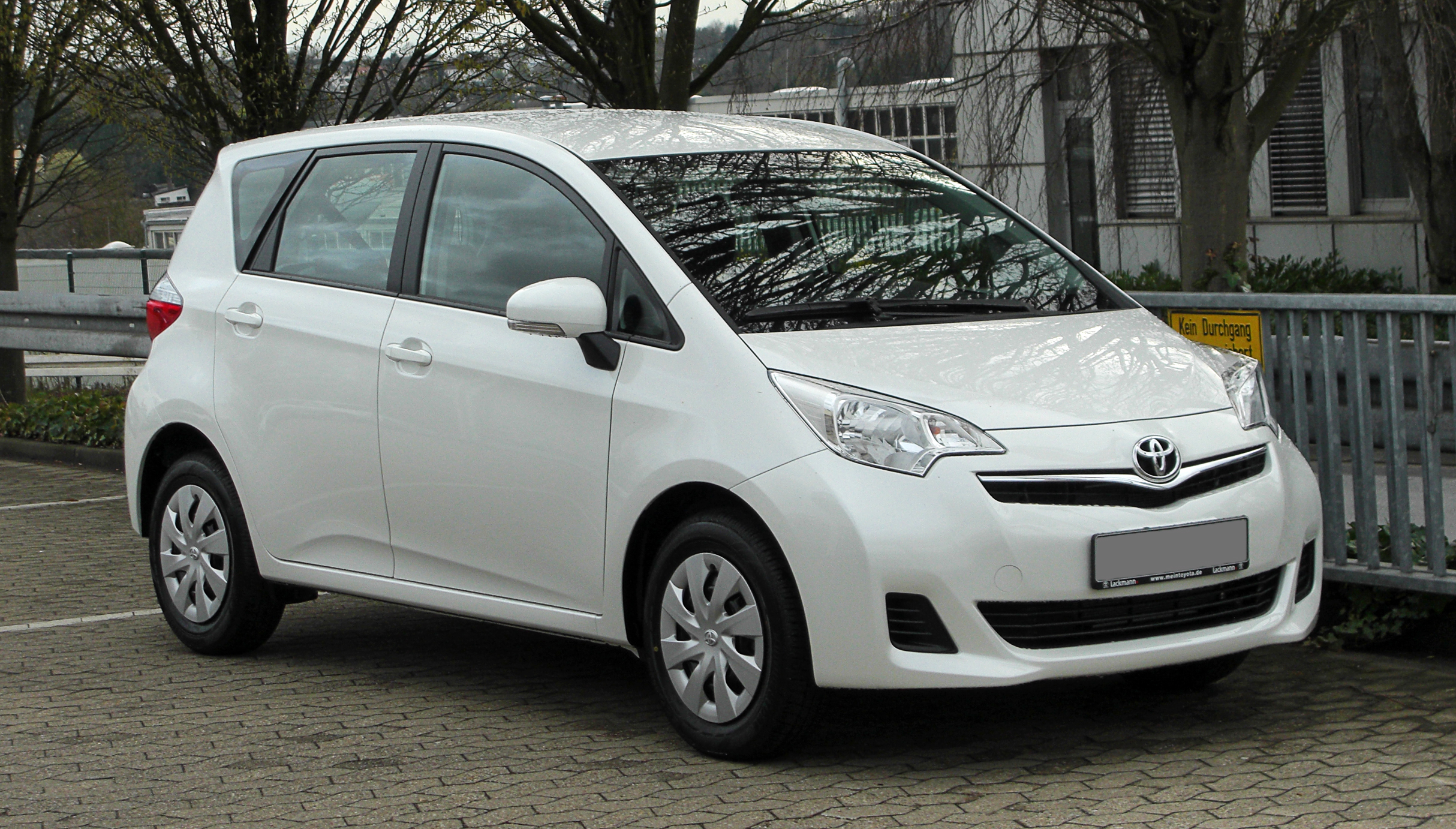
La Toyota Verso-S

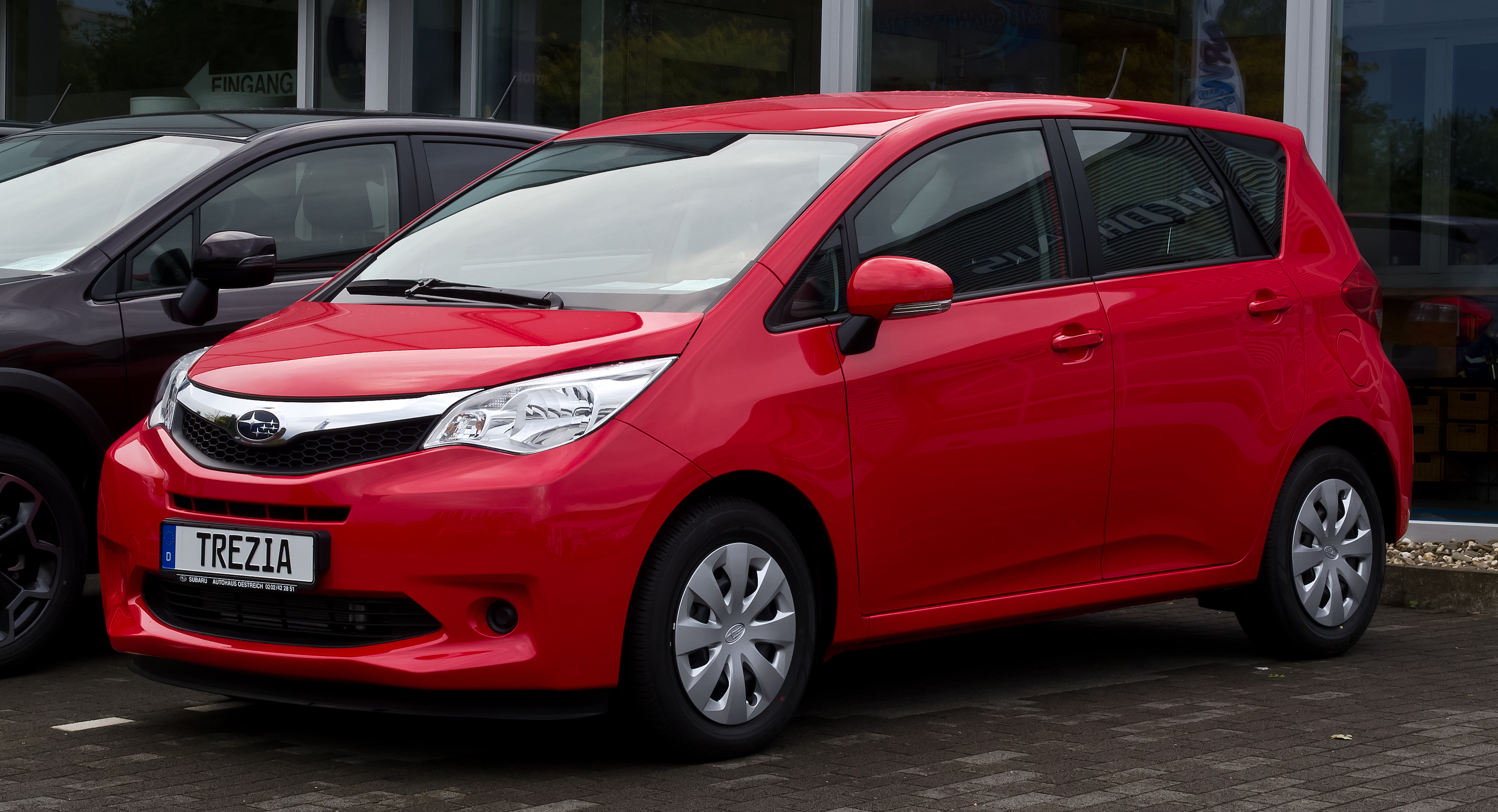
La Subaru Trezia

La Ractis, con l'arrivo della seconda serie restata invariata negli ingombri, sul mercato europeo cambia nome e diventa Toyota Verso-S. 
Presentata al salone dell'automobile di Parigi del 2010, la Verso-S è prodotta negli stabilimenti di Iwate e Kanegasaki. È disponibile con un 1.3 L ed un 1.5 L. L'introduzione della Verso-S è un tentativo di reinserirsi nel mercato europeo delle MPV segmento-B. In Europa è stata disponibile solo sino al 2014 con un cambio manuale 6 marce e un cambio automatico CVT da 7 velocità.

## Subaru Trezia
La Subaru ha annunciato nel 2010 l'intenzione di produrre una versione re-badge della Verso-S, chiamata Subaru Trezia. La Trezia differisce dalla Verso-S nel paraurti, calandra, cofano e fanali.